# Europameisterschaften 1901
Als Europameisterschaft 1901 oder EM 1901 bezeichnet man folgende Europameisterschaften, die im Jahr 1901 stattfanden:
- Eiskunstlauf-Europameisterschaft 1901
- Ruder-Europameisterschaften 1901